# 黎巴嫩櫟
黎巴嫩栎為一種原產於亞洲西部及地中海東部的櫟屬物種，分布於黎巴嫩、敘利亞西部、以色列東北部、土耳其東部以及伊拉克北部和伊朗等區域。

## 描述
黎巴嫩栎為一種落葉喬木，植株高度可達8公尺（26 英尺）。葉片細長，通常不對稱，基部圓形，前端略尖，在成熟狀態下，葉子的上半部成深綠色，下半部成淡綠色。
花為雌雄同株，可以在同一棵樹上找到兩性的花，並以風力來進行授粉。橡子直徑可長到約2公分至3.6公分，並有一半長度為殼斗所覆蓋。

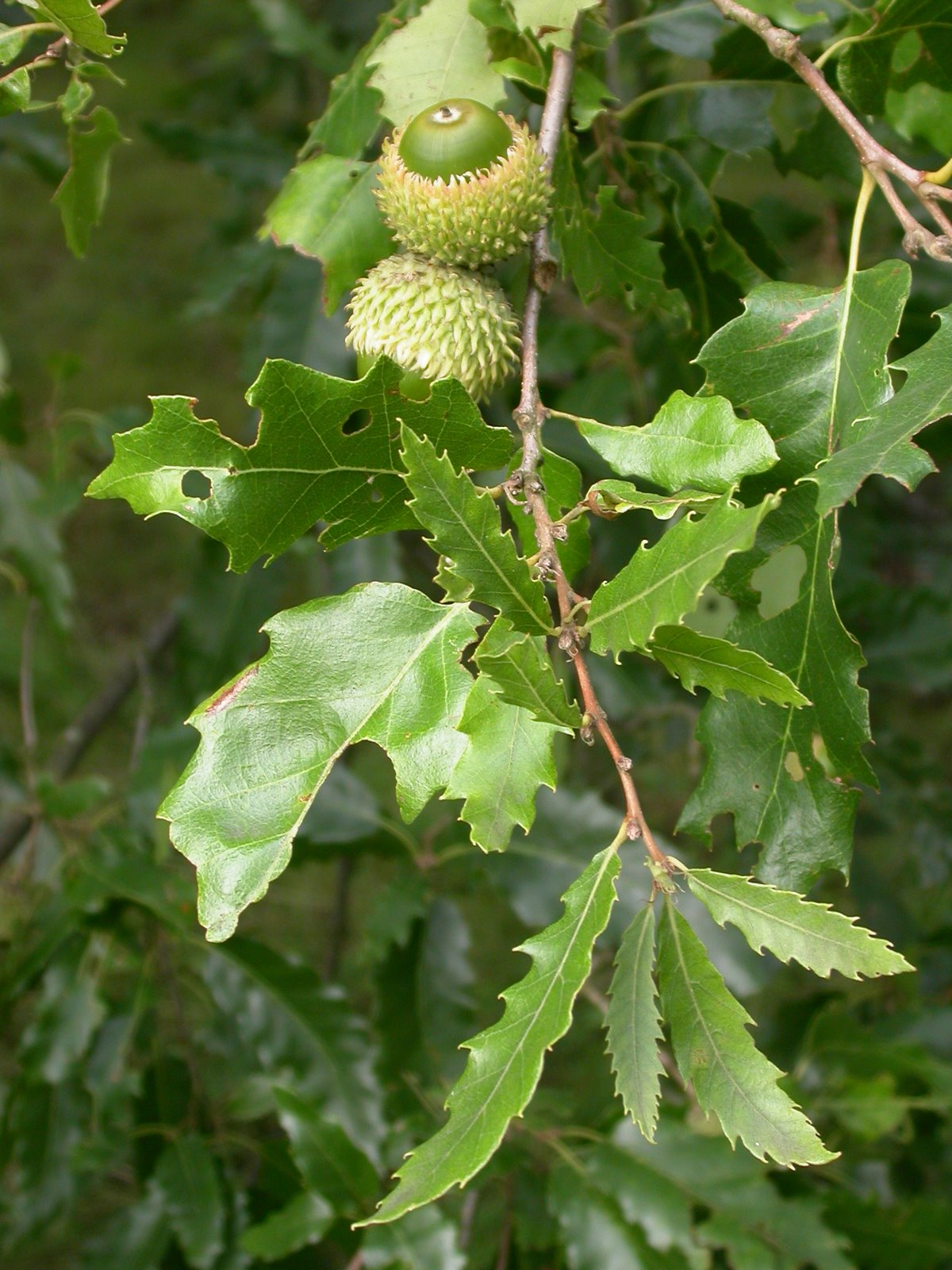
黎巴嫩栎的葉子

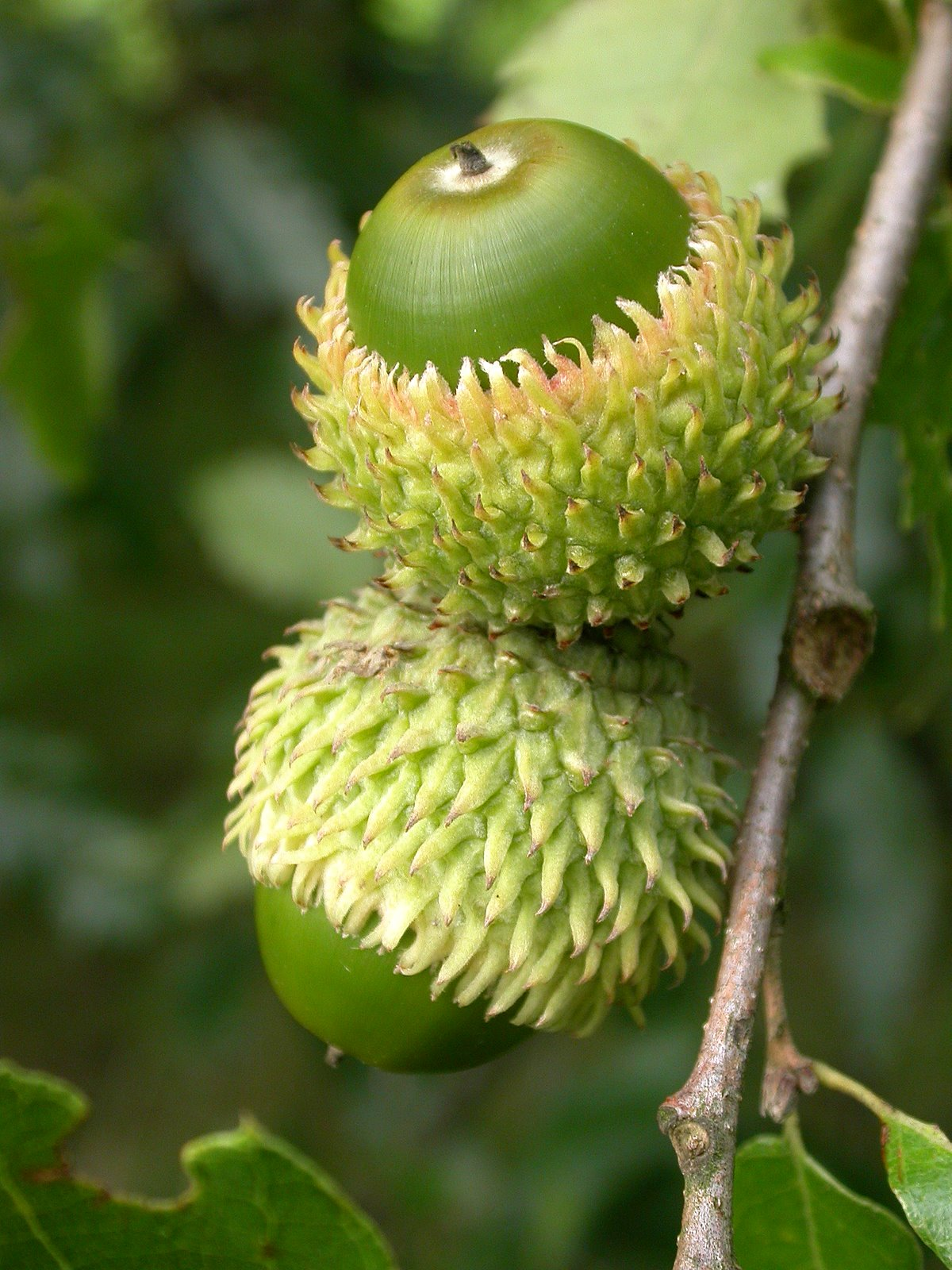
黎巴嫩栎帶有多刺殼斗的綠色橡子

## 使用
黎巴嫩栎非常堅硬，能抵抗昆蟲和真菌的侵襲，可用於建築。

### 食用
黎巴嫩栎的橡子富含高濃度的單寧，使其味道十分苦澀。這種苦澀味可以通過使用流水清洗橡子來釋出，但這會導致許多有益礦物質的流失。而将橡子曬乾並磨成粉後，可用來增加燉菜濃稠度，也可以與穀物混合做麵包。烘烤後的苦橡子可用作咖啡的替代品。

### 藥用
黎巴嫩栎上可能發現由不同昆蟲的幼蟲產生的癭，這些癭具有特別高的單寧濃度，具有很強的收斂性，可用於治療出血和腹瀉。來自癭的單寧也用作染料。

## 栽培

### 觀賞樹
黎巴嫩栎在花園、公園和棲地恢復項目中作為觀賞樹栽培和種植，並可在省水花園中成功種植。黎巴嫩栎可以在中等壤土到粘土中生長，對土壤酸度沒有偏好。該樹可以在陽光直射下和半陰處生長並可忍受強風，但不能忍受鹽分的侵蝕。
黎巴嫩栎不能很好地忍受根系干擾，因此一旦做為觀賞樹種植或從原生棲息地移植，就不應再次移動黎巴嫩栎。原地播種的橡子實際上會產生最好的樹木，並有較佳的生長速度和耐旱性，但須於橡子成熟時播種，且橡子如果變乾就會失去活力，因此在種植前需要將它們保存在遠離囓齒動物的潮濕涼爽處。

### 生物害蟲防治
黎巴嫩栎的落葉可被用作生物防治植食性動物的驅避劑並用於保護較易受侵害的植物。它的葉子以覆蓋料的方式放置在較脆弱的植物周圍，可以有效地驅除蝸牛、蛞蝓和蠐螬，然而新鮮的葉子會抑制植物的生長，因此不能直接從樹上采集使用，而应於會產生很多有益落葉的秋季收集。